# Monique Bélisle
Pour les articles homonymes, voir Bélisle.
Monique Bélisle est une actrice québécoise, diplômée de l'École nationale de théâtre du Canada en 1963.

## Filmographie
- 1971 : L'Amour en communauté (Pile ou face) : Michèle
- 1973 : Kamouraska : La fille qui rit
- 1975 : Y'a pas de problème (série TV) : Emma Garnier
- 1977 : Rage (Rabid) : Sheila
- 1980 : Aéroport: Jeux du hasard (TV) : Sophie
- 1980 : Frédéric (série TV) : Lucille Beausoleil
- 1980 : Chiens chauds XXX, Les (France: longer version) (Les Chiens chauds) : Flasher's victim
- 1981 : Tulips : Paulette
- 1992 : La Fenêtre : Femme #1